# Джерело № 5 (Косівська Поляна)
Джерело № 5 — гідрологічна пам'ятка природи місцевого значення. Об'єкт розташований на території Рахівського району Закарпатської області, с. Косівська Поляна ДП «Великобичківське ЛМГ», Косівсько-полянське лісництво, квартал 39, виділ 15, урочище «Андрейково».
Площа — 0,5 га, статус отриманий у 1984 році.